# Unterseeboot UC-20
Pour les autres navires du même nom, voir Unterseeboot 20.
L'Unterseeboot UC-20 est un sous-marin (U-Boot) mouilleur de mines allemand de type UC II utilisé par la Kaiserliche Marine pendant la Première Guerre mondiale. Le U-boot a été commandé le 29 août 1915 et lancé le 1er avril 1916. Il a été mis en service dans la marine impériale allemande le 7 septembre 1916 sous le nom de UC-20. En 13 patrouilles, l'UC-20 a coulé 21 navires, soit par ses torpilles, soit par les mines qu’il a posées. L'UC-20 se rendit le 16 janvier 1919 et fut démantelé à Preston en 1919-1920. 

## Conception
Comme tous les sous-marins allemands de type UC II antérieurs à l'UC-25, l'UC-20 avait un déplacement de 417 tonnes en surface et de 493 tonnes en plongée. Il avait une longueur hors tout de 49,35 m, un maître-bau de 5,20 m et un tirant d'eau de 3,65 m. Le sous-marin était propulsé par deux moteurs diesel 6 cylindres à quatre temps produisant chacun 250 ch (180 kW), soit un total de 500 ch (370 kW), et par deux moteurs électriques produisant 460 ch (340 kW), actionnant deux arbres d'hélice.
Le sous-marin avait une vitesse maximale de 11,6 nœuds (20,5 km/h) en surface et de 7 nœuds (13 km/h) en immersion. Son autonomie était de 9430 milles marins (17460 km) à 7 nœuds (13 km/h) en surface, et de 55 milles marins (102 km) à 4 nœuds (7,4 km/h) en immersion. Il lui fallait 35 secondes pour plonger, et il était capable d’opérer à une profondeur maximale de 50 mètres.
L'UC-20 était équipé de trois tubes lance-torpilles de 500 mm, un à l’arrière et deux à l’avant, avec sept torpilles, et d’un canon de pont de 8,8 cm SK L/30. Mais son arme principale était ses six puits de mine de 1000 mm portant dix-huit mines UC 200. Son effectif était de vingt-six membres d’équipage.

## Affectations
- Flottille de Pola / Mittelmeer / Mittelmeer I : du 11 décembre 1916 au 11 novembre 1918

## Commandants
- Kapitänleutnant Franz Becker : du 8 septembre 1916 au 8 mai 1917
- Oberleutnant zur See Hans Adalbert von der Lühe : du 9 mai au 12 décembre 1917
- Oblt.z.S. Otto Kümpel : du 13 décembre 1917 au 10 janvier 1918
- Oblt.z.S. Heinrich Kukat : du 1er avril au 18 juin 1918
- Oblt.z.S. Hermann Rohne : du 19 juin au 29 novembre 1918

## Navires coulés
| Date             | Nom              | Nationalité      | Tonnage | Destin    |
| ---------------- | ---------------- | ---------------- | ------- | --------- |
| 19 octobre 1916  | Frits Emil       | Danemark         | 194     | Coulé     |
| 17 novembre 1916 | Emilia           | Portugal         | 1159    | Coulé     |
| 10 avril 1917    | Abd Razik        | Tunisie          | 25      | Coulé     |
| 11 avril 1917    | Candia           | Royaume d'Italie | 1045    | Coulé     |
| 14 avril 1917    | Cinque Ottobre   | Royaume d'Italie | 39      | Coulé     |
| 14 avril 1917    | Progresso        | Royaume d'Italie | 31      | Coulé     |
| 15 avril 1917    | Alessio Cocco    | Royaume d'Italie | 29      | Coulé     |
| 18 mai 1917      | Millicent Knight | United Kingdom   | 3563    | Coulé     |
| 25 mai 1917      | Argentina        | Royaume d'Italie | 97      | Coulé     |
| 25 mai 1917      | Ida              | Royaume d'Italie | 46      | Coulé     |
| 26 mai 1917      | Unione Salvatore | Royaume d'Italie | 57      | Coulé     |
| 26 mai 1917      | Abd es Salem     | France           | 25      | Coulé     |
| 26 mai 1917      | Dandolo          | France           | 50      | Coulé     |
| 26 mai 1917      | Manoubia         | France           | 50      | Coulé     |
| 26 mai 1917      | Messaouda        | France           | 50      | Coulé     |
| 26 mai 1917      | San Francesco    | Royaume d'Italie | 47      | Coulé     |
| 27 mai 1917      | Boldwell         | United Kingdom   | 3118    | Coulé     |
| 26 août 1917     | Maurizio P.      | Royaume d'Italie | 558     | Coulé     |
| 4 janvier 1918   | Regina Elena     | Royaume d'Italie | 7940    | Coulé     |
| 13 avril 1918    | Giove            | Royaume d'Italie | 5037    | Endommagé |
| 28 avril 1918    | Verdun           | France           | 2769    | Coulé     |
| 4 mai 1918       | Mergellina       | Royaume d'Italie | 354     | Endommagé |
| 4 juin 1918      | Strombus         | United Kingdom   | 6163    | Endommagé |
| 12 juin 1918     | Poincaré         | Tunisie          | 35      | Coulé     |